# Liebenburg
Liebenburg este o comună din landul Saxonia Inferioară, Germania.